# Rhys Gemmell
Rhys Thomas Hopkins Gemmell (* 4. März 1896 in Caulfield, Victoria, Australien; † 10. Mai 1972)  war ein australischer Tennisspieler.
Während des Ersten Weltkrieges war er von 1917 bis 1919  Artillerist bei der Field Artillery Brigade, Reinforcement 27.
Im Jahr 1921 gewann Gemmell die Australischen Tennismeisterschaften. Im Finale besiegte er den Australier Alf Hedeman in drei Sätzen mit 7:5, 6:1 und 6:4. In der Doppelkonkurrenz gewann er in diesem Jahr mit seinem Partner Stanley Eaton 7:5, 6:3 und 6:3 gegen Norman Brearley und E. Stokes.
1924 eröffnete er zusammen mit dem Tennisspieler Keith McDougall ein Sportgeschäft in Perth.